# مذهبان للتجريبية
«مذهبان للتجريبية»: هي ورقة بحثية كتبها الفيلسوف التحليلي ويلارد فان أورمان كواين، ونُشرت في عام 1951. وفقًا لأستاذ الفلسفة بجامعة سيدني بيتر جودفري سميث، فإن «هذه الورقة تعتبر في بعض الأحيان الأكثر أهمية في فلسفة القرن العشرين بأكملها». الورقة هجوم على جانبين رئيسين من فلسفة الوضعانيين المنطقيين: الأول هو التمييز التحليلي الاصطناعي بين الحقائق التحليلية والحقائق الاصطناعية، التي فسرها كواين بأنها حقائق تستند فقط إلى المعاني ومستقلة عن الوقائع، وحقائق تستند إلى وقائع، أما الثاني فهو الاختزالية، النظرية التي تقول إن كل عبارة ذات معنى تحصل على معناها من بعض البناء المنطقي للمصطلحات التي تشير حصريًا إلى التجربة الفورية.
هناك ستة أقسام في «مذهبين للتجريبية». تركز أول أربعة على التحليلية، أما الأخيران فعلى الاختزالية. يحول كواين الاهتمام إلى نظرية المعنى للوضعانيين المنطقيين، ويقدم أيضًا نظريته الكلانية الخاصة للمعنى.

## التحليلية والاستدارية
تتركز معظم حجة كواين ضد التحليلية في الأقسام الأربعة الأولى على إظهار أن التفسيرات المختلفة للتحليلية دائرية. الغرض الرئيس هو إظهار أنه لم يُقدم أي تفسير مُرضٍ للتحليلية.

يبدأ كواين بالتمييز بين فئتين مختلفتين من العبارات التحليلية. أول واحدة تسمى صحيحة منطقيًا ولها شكل: 
(1) ما من رجل غير متزوج متزوج.
الجملة بهذا الشكل صحيحة مستقلة عن التفسير الخاص بـ«رجل» و«متزوج»، طالما أن للأدوات المنطقية «لا» و«غير» معناها العادي.

البيانات من الفئة الثانية لها شكل: 
(2) ما من عازب متزوج.
يمكن تحويل عبارة بهذا التكوين إلى عبارة بالتكوين (1) عن طريق تبادل المرادفات مع المرادفات، في هذه الحالة، «عازب» مع «رجل غير متزوج». إنها الفئة الثانية من العبارات التي تفتقر إلى التوصيف وفقًا لكواين. يعتمد مفهوم الشكل الثاني للتحليلية على مفهوم الترادف، الذي يعتقد كواين أنه بحاجة إلى توضيح بقدر ما تحتاج التحليلية. تركز معظم حجج كواين التالية على إظهار كيف أن تفسيرات الترادف ينتهي بها الأمر إلى الاعتماد على مفاهيم التحليلية أو الضرورية أو حتى الترادف نفسه.
كيف يمكننا خفض الجمل من الفئة الثانية إلى جملة من الفئة الأولى؟ قد يقترح البعض تعريفات. يمكن أن تتحول «ما من عازب متزوج» إلى «ما من رجل غير متزوج متزوج» لأن «العازب» يُعرَّف بأنه «رجل غير متزوج». لكن، كواين يتساءل: كيف يمكن لنا أن نعرف أن «العازب» يُعرَّف بأنه «رجل غير متزوج»؟ من الواضح أن القواميس لن تحل المشكلة، نظرًا إلى أن القاموس تقرير عن المرادفات المعروفة بالفعل، لذا فهو معتمد على مفهوم الترادف، الذي يعتبره كواين غير مفسر.

هناك اقتراح ثانٍ يتناوله كواين، وهو شرح للترادف من ناحية قابلية التبادل. الشكلان اللغويان (وفقًا لهذا الرأي) مترادفان إذا كانا قابلين للتبادل في جميع السياقات دون تغيير قيمة الحقيقة. لكن انظر المثال التالي: 
(3) لكلمة «عازب» أقل من عشرة أحرف.
من الواضح أن كلمة «عازب» وعبارة «رجل غير متزوج» غير قابلتين للتبادل في هذه الجملة. لاستبعاد هذا المثال وبعض الأمثلة المعاكسة الأخرى الواضحة، مثل الجودة الشعرية، يقدم كواين مفهوم الترادف الإدراكي. لكن هل تتمكن قابلية التبادل من تفسير الترادف الإدراكي؟ لنفترض أن لدينا لغة دون ظروف مشروطة مثل «بالضرورة». ستكون مثل هذه اللغة امتدادية، بالطريقة التي تكون فيها اثنتان صحيحتان من الفرضيات فيما يتعلق بنفس المواضيع قابلتين للتبادل مرة أخرى دون تغيير قيمة الحقيقة. لذا، ليس هناك ما يضمن أن المصطلحين القابلين للتبادل من المصطلحات دون تغيير قيمة الحقيقة قابلان للتبادل بسبب المعنى، لا بسبب الصدفة. على سبيل المثال، يشترك «المخلوق ذو القلب» و«المخلوق ذو الكليتين» في الامتداد.

في لغة ذات الظرف المشروط «بالضرورة»، تُحَل المشكلة، فتظل سالفا فيريتيت (الحقيقة السليمة) قائمة في الحالة التالية: 
(4) جميع العزاب -وهم وحدهم بالضرورة- رجال غير متزوجين. 
في حين أنها لا تظل قائمة في حالة: 
(5) جميع المخلوقات ذات القلب -وهم وحدهم بالضرورة- كائنات ذات كليتين.
بافتراض أن «المخلوق ذو القلب» و«المخلوق ذو الكليتين» لهما نفس الامتداد، فسيكونان سالفا فيريتيت قابلان للتبادل. لكن هذه التبادلية تعتمد على كل من السمات التجريبية للغة نفسها وإلى الدرجة التي يظهر الامتداد تجريبيًا بها بأنه متطابق فيما يتعلق بالمفهومين، لا اعتمادًا على مبدأ الترادف الإدراكي المطلوب.
يبدو أن الطريقة الوحيدة لتأكيد الترادف هي افتراض أن مصطلحي «عازب» و«رجل غير متزوج» مترادفان وأن الجملة «جميع العزاب وهم جميعًا وحدهم رجال غير متزوجين» هي تحليلية. لكن لكي تتحقق سالفا فيريتيت بحيث تكون تعريفًا للشيء أكثر من كونها اتفاقًا امتداديًا، أي مرادفًا إدراكيًا، فإننا نحتاج إلى مفهوم الضرورية، ومن ثَم التحليلية.
لذلك، من المثال السابق، يمكن أن نرى أنه من أجل أن نميز بين التحليلي والاصطناعي، يجب أن نناشد الترادف. في الوقت نفسه، يجب علينا أن نفهم أيضًا الترادف مع التحقق من تبادلية سالفا فيريتيت. مع ذلك، فإن مثل هذا الشرط لفهم الترادف ليس كافيًا، لذلك لا نجادل بأن الشروط يجب أن تكون قابلة للتبادل فحسب، بل عليها بالضرورة أن تكون كذلك. لتوضيح هذه الضرورة المنطقية، يجب أن نناشد التحليلية مرة أخرى.